# Фудбалски савез Барбадоса
Фудбалски савез Барбадоса (енгл. Barbados Football Association) (БФА) је главна фудбалска организација Барбадоса. Она организује фудбалску лигу и куп као и Фудбалску репрезентацију Барбадоса. 
Савез је основан 1910. године. Данас има регистрована 92 клуба. У чланство ФИФА и КОНКАКАФ (Северно-средњоамеричке и карипске конфедерације) примљен је 1968.
Прволигашка такмичења организују се од 1948. године. Први победник била је екипа Спартанс Бриџтаун. Најуспешнији клубови су Вејмонт Велс и Евертон из Бриџтауна. Такмичење за куп се игра са прекидима од 1948, а највише успеха имао је исто Евертон.
Прву међународну утакмицу Фудбалска репрезентација Барбадоса је одиграла 11. фебруара 1931. године против репрезентације Мартиника коју је добила са 3:2.
Боја дресова репрезентације је Плава и златна.